# Rotting Christ
Rotting Christ é uma banda de black metal formada em 1987 na Grécia. O portal Loudwire elegeu seu álbum The Heretics como um dos 50 melhores discos de metal de 2019.
Membros